# Koninklijk Staldepartement

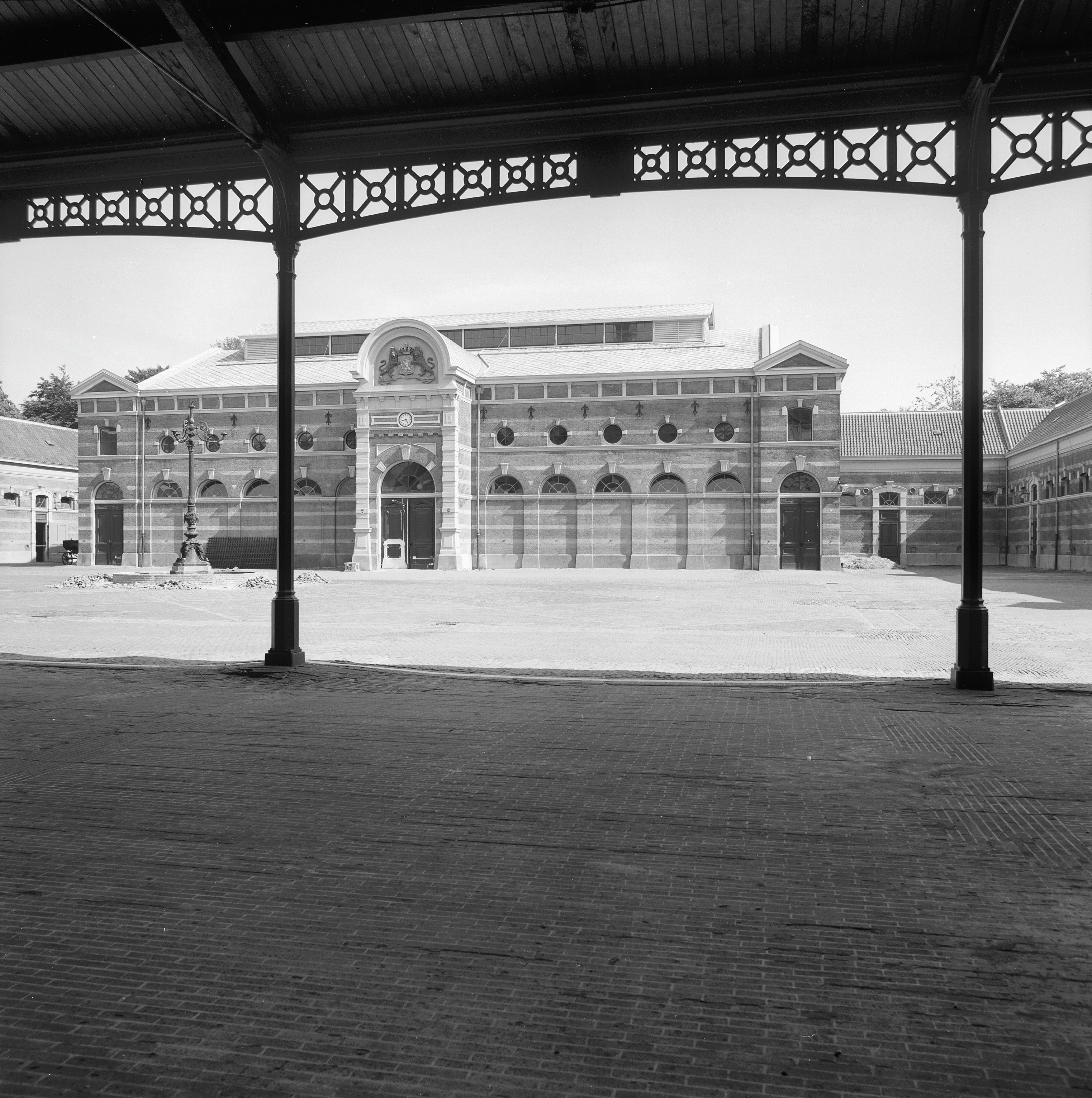
Binnenplaats Koninklijke Stallen, Hogewal, Den Haag

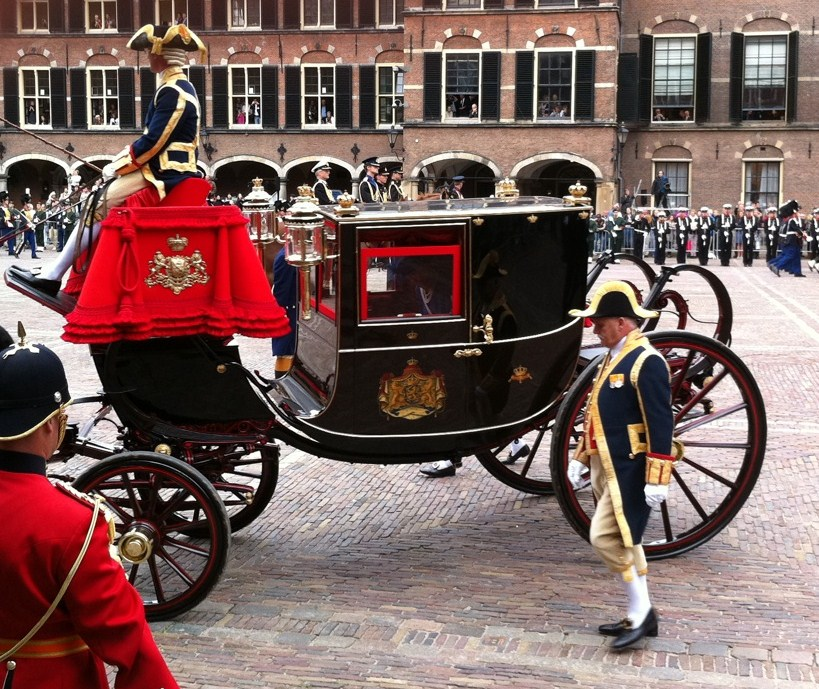
Galacoupé op Prinsjesdag 2011

Het Koninklijk Staldepartement is een onderdeel van het Civiele Huis van de Dienst van het Koninklijk Huis dat is belast met het vervoer van de leden van het Koninklijk Huis, zijn gasten en de hofhouding. Het Staldepartement is in 1815 door Koning Willem I opgericht. Sinds 1878 is het departement gevestigd in de Koninklijke Stallen aan de Hogewal in Den Haag.

## Onderdelen
Het Koninklijk Staldepartement bestaat uit drie onderdelen: de afdeling Koets- en Rijstal, de afdeling garage en het Bureau Luchtvaartzaken.

### Afdeling Koets- en Rijstal
De afdeling Koets- en Rijstal beheert de rijtuigen en paarden die gebruikt worden voor het trekken van de diverse koetsen. Deze rijtuigen uit de Koninklijke Collectie staan permanent ter beschikking van het Nederlandse Hof, waaronder de Gouden en Glazen Koets. De paarden uit de Koninklijke Stallen worden tegenwoordig alleen nog maar gebruikt voor ceremoniële en recreatieve doeleinden. Het gaat om ongeveer dertig paarden onderverdeeld in koets- en rijpaarden. De 24 koetspaarden zijn allemaal zwart en behoren ofwel tot het Fries paardenstamboek ofwel tot het KWPN. Van de zeventig rijtuigen staat het grootste gedeelte in het Nationaal Museum Paleis het Loo in Apeldoorn.

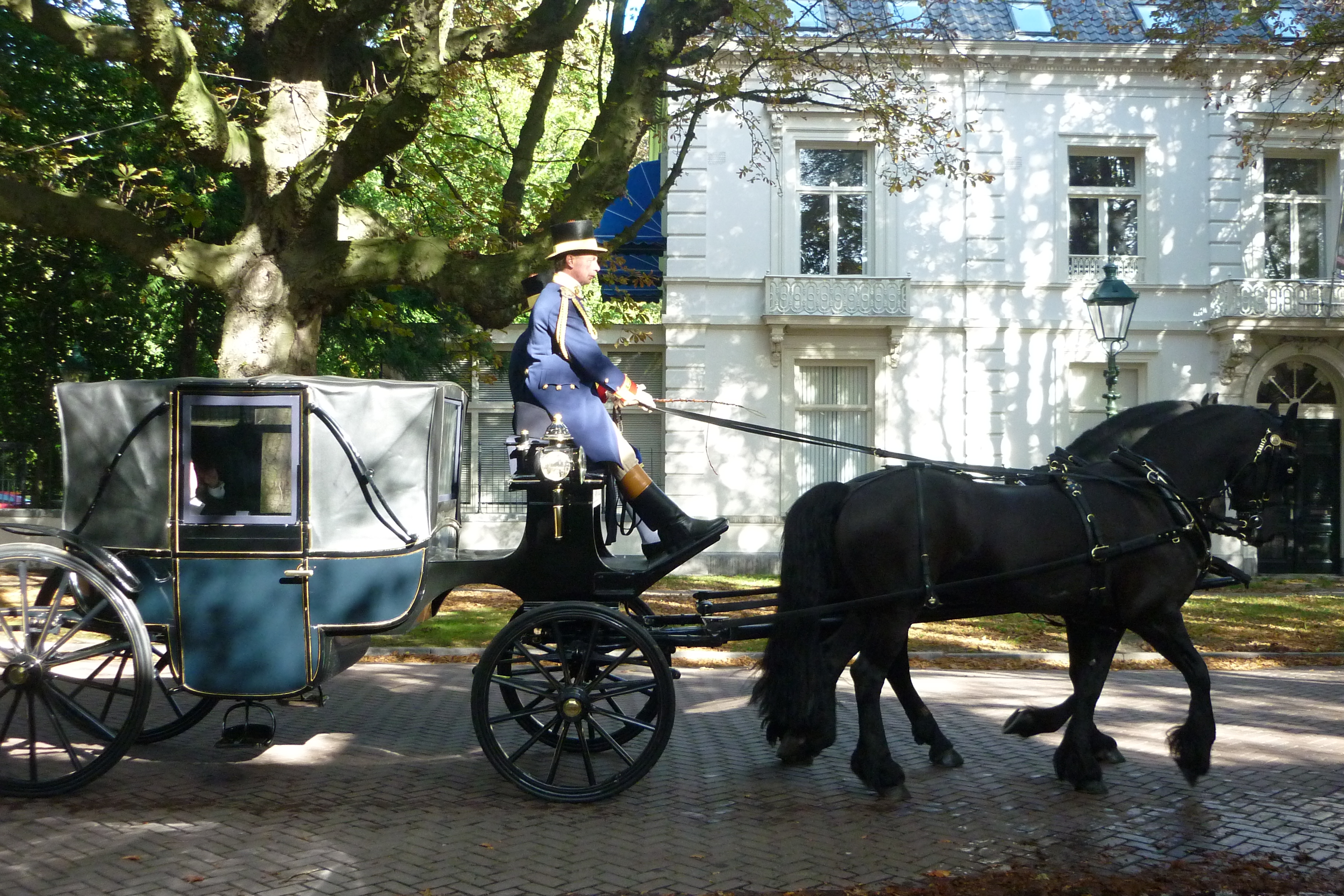
Volgkoets
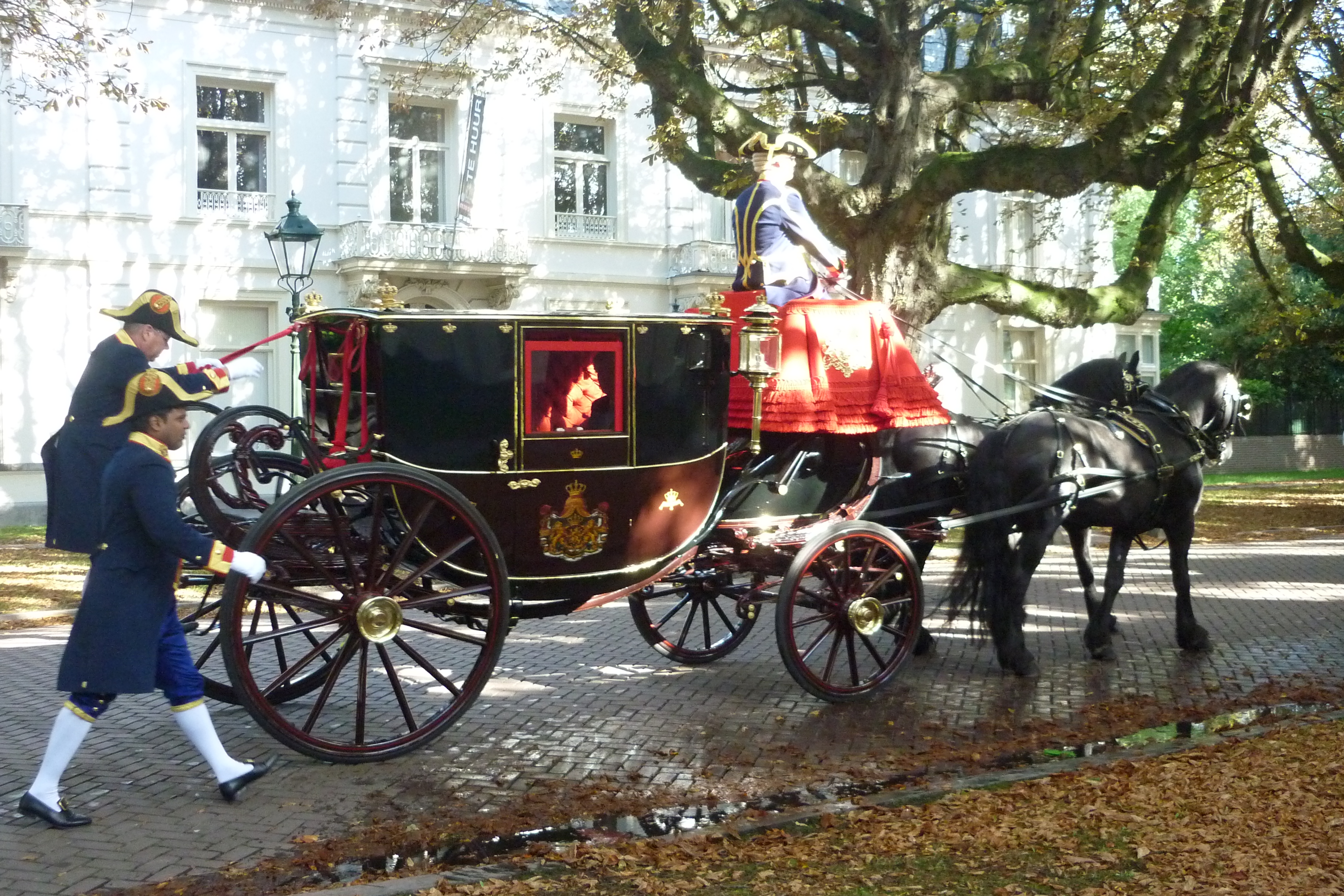
Galaberline in de Sophialaan
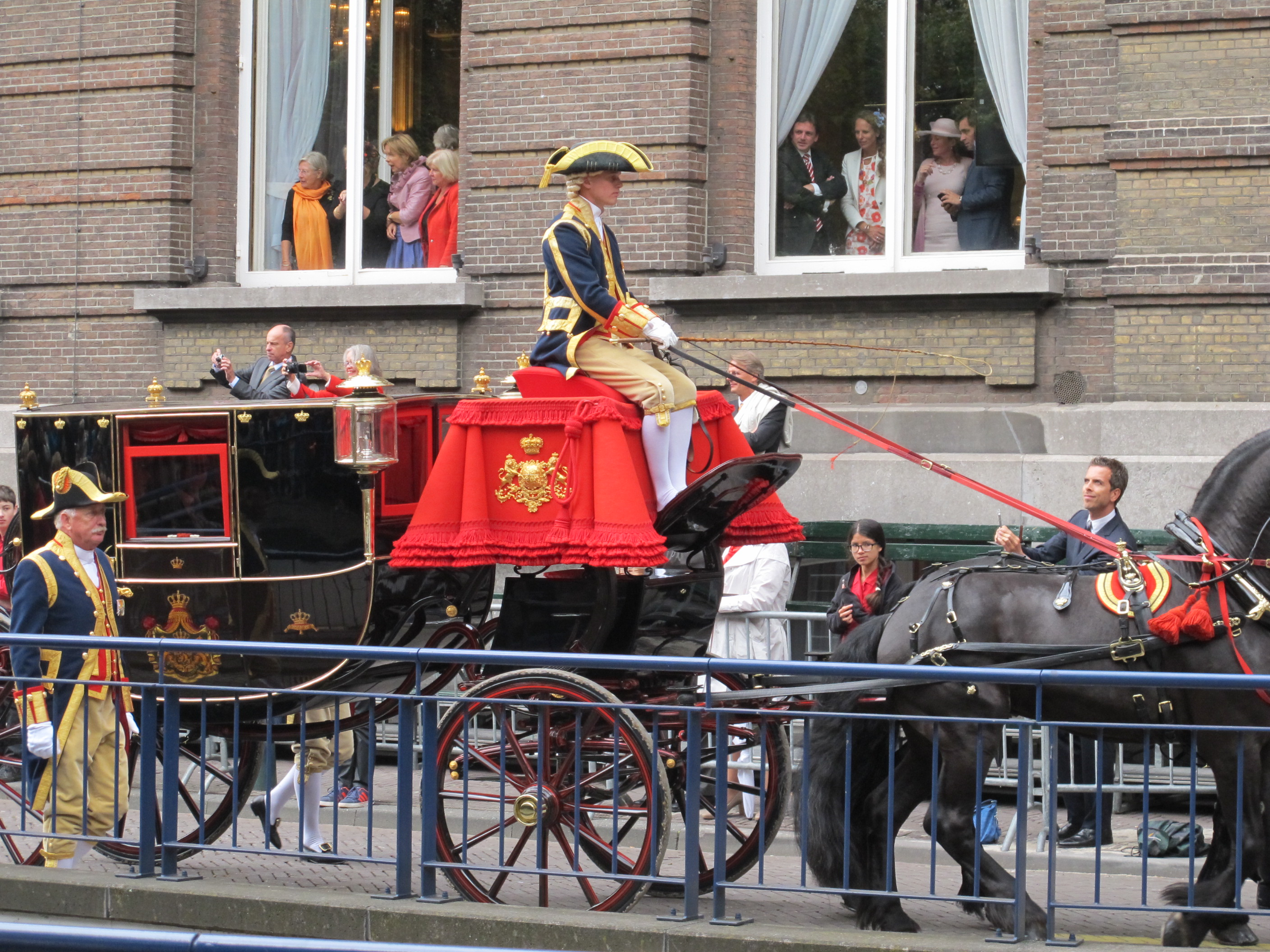
Prinsjesdag 2013

### Afdeling Garage

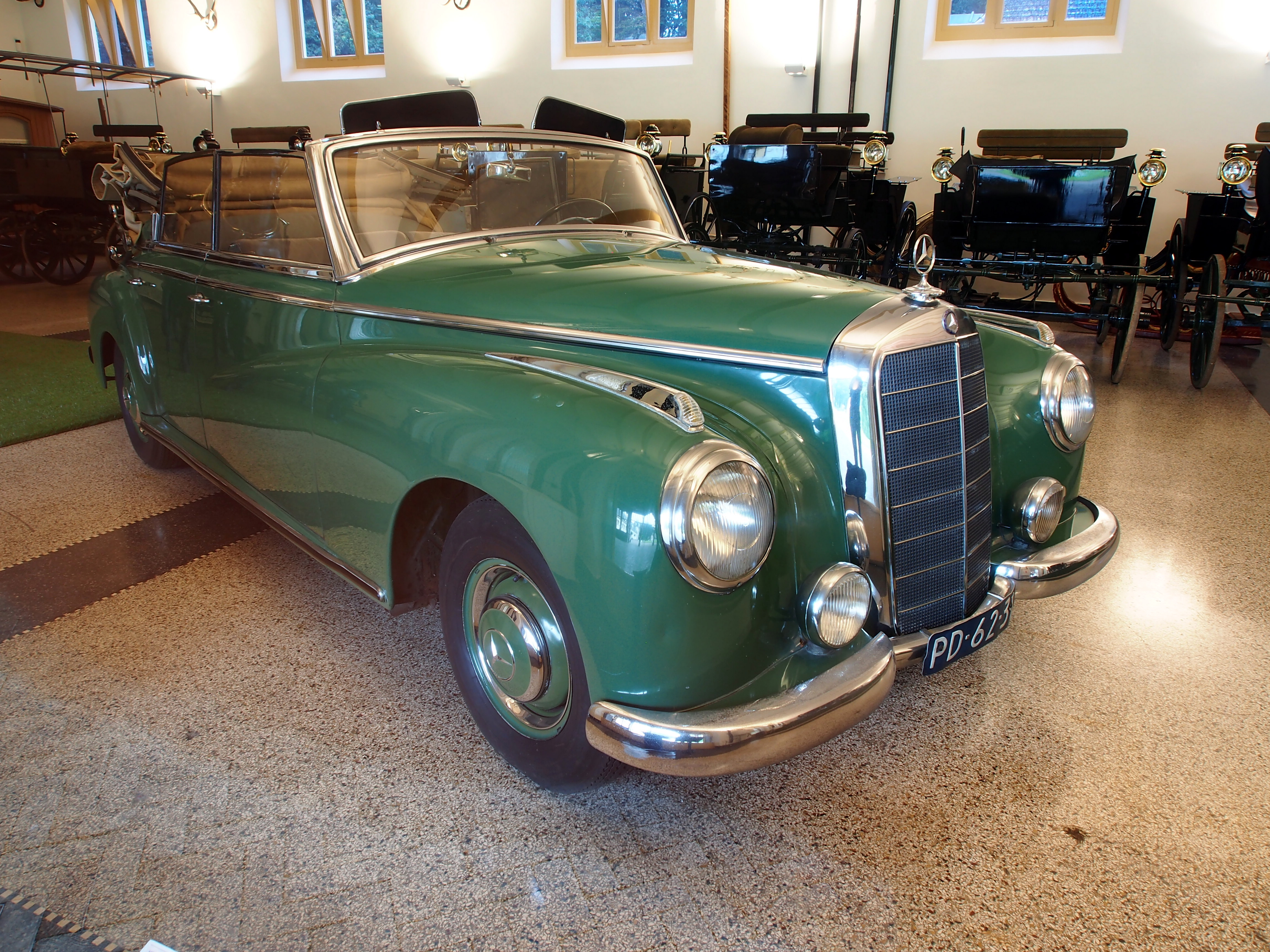
Mercedes-Benz cabriolet D uit 1953 van prinses Wilhelmina

De afdeling Garage beheert een dertigtal hofauto's voor het vervoer van de leden van het Koninklijk Huis, de hofhouding, gasten, bagage en de paarden van het Koninklijk Huis. Ook de Koninklijke bus en het Koninklijk rijtuig vallen onder het beheer van de afdeling garage. Het wagenpark bestaat onder andere uit de AA 95, een verlengde Volvo S80 van prinses Beatrix en de verlengde Audi A8L van koning Willem Alexander en enkele niet verlengde Audi A8 en Volvo S80 modellen. Een Ford Scorpio Landaulette, een verlengde Ford waarbij het achterste gedeelte boven de passagiers als een soort cabriodak kan wegklappen. Een Cadillac DTS Limousine, voor het vervoer van onder andere buitenlandse staatshoofden, en de recent gerestaureerde Mercedes-Benz W126 Caruna van Prinses Juliana.

### Bureau Luchtvaartzaken
Bureau Luchtvaartzaken is belast met de coördinatie van de vliegreizen voor de leden van het Koninklijk Huis en de hofhouding. Dit betreft niet alleen de inzet van het eigen regeringsvliegtuig, maar ook het boeken van gewone lijnvluchten en de inzet van helikopters van de Koninklijke Marine voor het vervoer van leden van het Koninklijk Huis.